# Ёрд
Ёрд (др.-сканд. Jörð, «Земля») — в скандинавской мифологии женщина-ётун, священная божественная земля, когда-то родившая Тора. Ёрд считается богиней, как и другие ётуны, состоящие в связи с богами. Имя Ёрд встречается в скальдической поэзии как для поэтического обозначения земли, так и в кеннингах для Тора.
Другие возможные имена — Fjörgyn, Fold, Grund и Hlóðyn.

## Имя
Древнескандинавское слово jörð означает «земля, суша». Оно одновременно является именем нарицательным («земля») и теонимическим словом («Богиня Земли»). Слово происходит от прагерманского *erþō — («земля, почва, суша»), о чём свидетельствуют готское airþa, древнеанглийское eorþ, древнесаксонское ertha, древневерхненемецкое erda Древнегреческое слово éra (ἔρα, «земля»), возможно, связано с предыдущими. Это слово скорее всего родственно прагерманскому *erwa или erwōn-, означающим «песок, почва» (ср. др.-сканд. jǫrfi, «песок, гравий» и др.-в.-нем. ero, «земля»).
Имя Фьёргюн (Fjörgyn), — скорее всего, другое имя Ёрд. В 56-х строфах Прорицании вёльвы и Песни о Харбарде упоминается Тор, как «сын Фьёргюн». Имя Хлодюн (Hlóðyn) также упоминается в 56-й строфе «Прорицания вёльвы». Используется словосочетание «Хлодюн потомок» — имеется в виду Тор.

Тут славный приходит
Хлодюн потомок,
со змеем идёт
биться сын Одина,
в гневе разит
Мидгарда страж,
все люди должны
с жизнью расстаться, —
на девять шагов
отступает сын Фьёргюн,
змеем сражённый —
достоин он славы.Оригинальный текст (др.-исл.)Þá kemr inn mæri
mögr Hlóðynjar,
gengr Óðins sonr
við orm vega,
drepr af móði
Miðgarðs véurr,
munu halir allir
heimstöð ryðja;
gengr fet níu
Fjörgynjar burr
neppr frá naðri
níðs ókvíðnum.
Происхождение имени Хлодюн неясно, хотя говорят, что оно связано с богиней Хлуданой, известной благодаря римско-германским вотивным надписям, которые были найдены на Нижнем Рейне.

### Младшая Эдда

#### Видение Гюльви
В первой части Младшей Эдды, «Видение Гюльви», в 9-й главе об отношениях Ёрд и Одина сказано следующее:

И Земля была ему дочерью и женою. От неё родился его старший сын, это Аса-Тор.Оригинальный текст (др.-исл.)Jörðin var dóttir hans ok kona hans. Af henni gerði hann inn fyrsta soninn, en þat er Ása-Þórr.
Точно не известно, является ли Один отцом Ёрд, так как дальше Снорри пишет, что отец Ёрд — Анар. Описание родословной Ёрд:

Нёрви или Нарви звался великан, живший в Ётунхейме. Была у него дочь, от рождения чёрная и сумрачная, по имени Ночь. Мужем её был человек по имени Нагльфари, а сына их звали Ауд. Потом был её мужем Анар, дочь их звалась Землёю. А последним мужем её был Деллинг, из рода асов. Сына их звали День.Оригинальный текст (др.-исл.)Nörfi eða Narfi hét jötunn, er byggði í Jötunheimum. Hann átti dóttur, er Nótt hét. Hon var svört ok dökk, sem hon átti ætt til. Hon var gift þeim manni, er Naglfari hét. Þeira sonr hét Auðr. Því næst var hon gift þeim, er Ánarr hét. Jörð hét þeira dóttir. Síðast átti hana Dellingr, ok var hann ása ættar. Var þeira sonr Dagr.
В 36-й главе идёт речь о валькириях, а после сказано, что Ёрд причисляют к богиням.

Ёрд, мать Тора, и Ринд, мать Вали, тоже причисляют к богиням.Оригинальный текст (др.-исл.)Jörð, móðir Þórs, ok Rindr, móðir Vála, eru talðar með ásynjum.

#### Язык поэзии
В «Языке поэзии» Снорри Стурлусона Ёрд названа соперницей жены Одина Фригг и его конкубин Ринд и Гуннлед.

### Старшая Эдда

#### Прорицание Вёльвы
В 56-й главе «Прорицания Вёльвы» Тор назван потомком Хлодюн и сыном Фьёргюн («mögr Hlóðynjar», «Fjörgynjar burr»). Происхождение имени Хлодюн неясно, предполагается, что это другое имя Ёрд.

#### Перебранка Локи
В 58-й главе «Перебранки Локи» Тор угрожает Локи, чтобы он замолчал. Локи называет Тора сыном Ёрд и начинает насмехаться над ним:

«Вот и сын Ёрд
прибыл сюда:
что ж браниться ты начал?
Не будешь ты смелым,
с Волком сражаясь,
что Одина сгубит»Оригинальный текст (др.-исл.)«Jarðar burr
er hér nú inn kominn,
hví þrasir þú svá, Þórr?
En þá þorir þú ekki,
er þú skalt við ulfinn vega,
ok svelgr hann allan Sigföður».

## В астрономии
В честь богини назван астероид (894) Эрда, открытый в 1918 году.